# Privilege Style
Privilege Style est une compagnie charter basée à Madrid, en Espagne. Elle effectue des vols charter pour passagers en Europe. Sa base principale est l'aéroport de Madrid-Barajas. La compagnie offre des services prémium pour des sociétés multinationales ainsi que les principales équipes de première ligue de football espagnol.

## Flotte

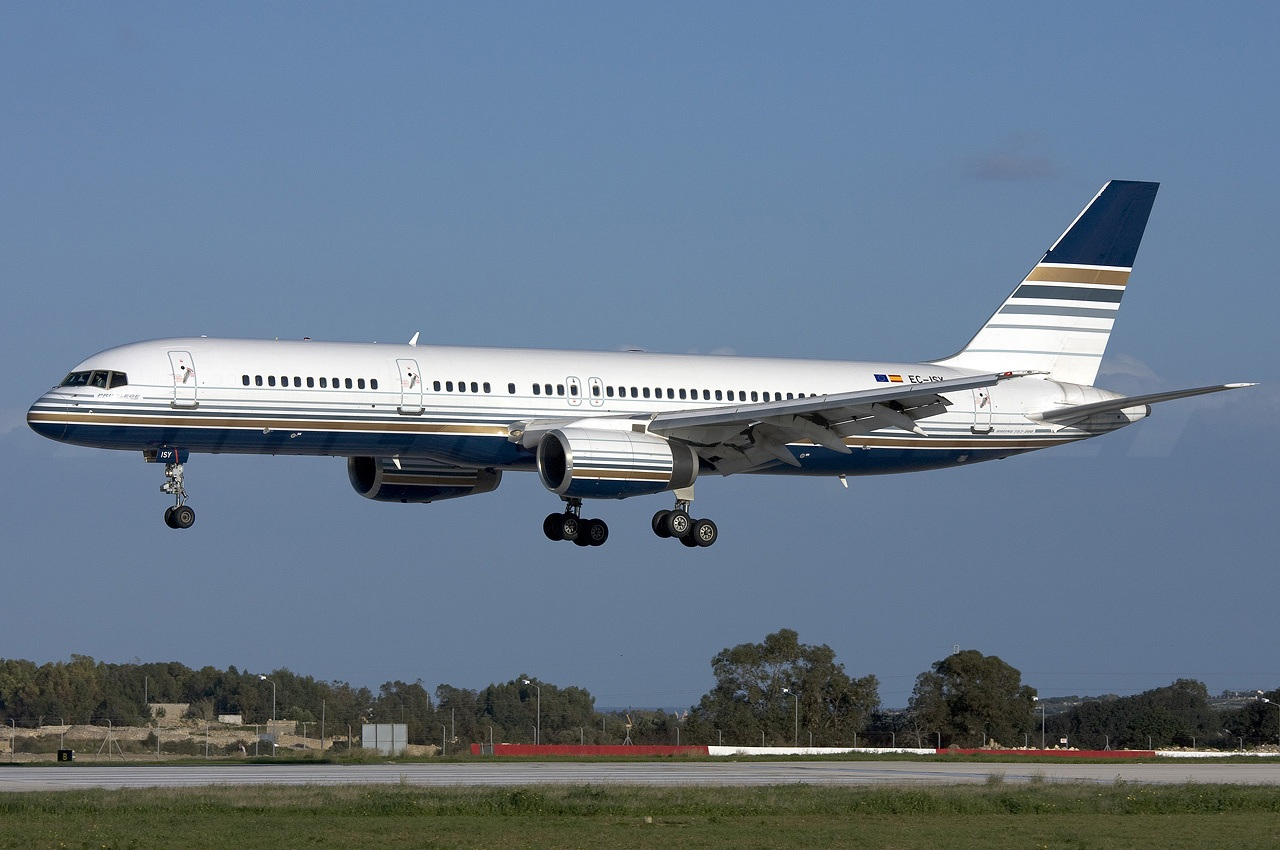
Boeing 757-200 de Privilege Style, atterrissant à l'Aéroport international de Malte.

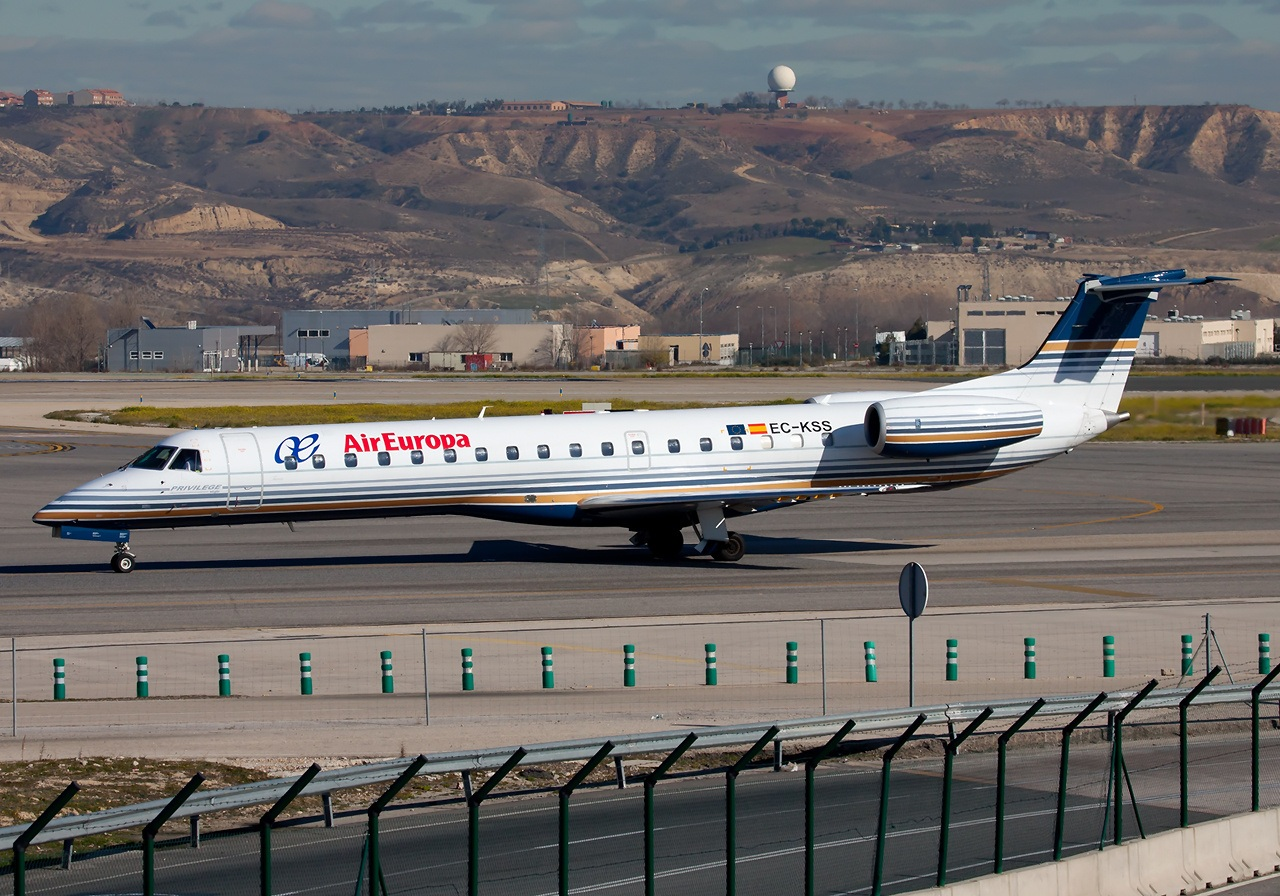
Un ancien Embraer EMB-145MP de Privilege Style à l'Aéroport international de Madrid-Barajas, aux couleurs d'Air Europa.

En août 2013, la flotte de Privilege Style comprend: Au 18 février 2017, un appareil supplémentaire est mis en service, un Boeing 777 - 28E(ER), enregistré EC-MIA.